# Ivica Petanjak
Ivica Petanjak (Drenje, 29. kolovoza 1963.) prelat je Katoličke Crkve i trenutni biskup krčki.

## Životopis
Fra Ivica Petanjak rođen je 29. kolovoza 1963. u vjerničkoj obitelji u župi sv. Mihaela u Drenju, u Đakovačko-osječkoj nadbiskupiji. Srednju školu pohađao je u Osijeku (1978. – 1982.), a potom stupio u kapucinski novicijat u Karlobagu koji je prekinuo zbog poziva za odsluženje vojnog roka.
Dana 4. studenog 1984. dovršio je novicijat i položio privremene zavjete. Iste godine započeo je studij teologije na KBF-u u Zagrebu. Doživotne zavjete položio je 4. listopada 1988., a za svećenika je zaređen 24. lipnja 1990. u Zagrebu, na blagdan Ivana Krstitelja. Zaredio ga je tadašnji zagrebački nadbiskup i kardinal Franjo Kuharić.
Nakon ređenja bio je zamjenik odgojitelja i prefekt sjemeništaraca u Varaždinu (1990. – 1991.) te župni vikar i bolnički kapelan u Splitu (1991. – 1995.). Na Papinskom sveučilištu Gregoriana studirao je povijest Crkve (1995. – 2002.) te je 2002. doktorirao tezom: „Michelangelo Božidarević iz Dubrovnika, OFM. Cap.,  Propovjednik, diplomat, čovjek uprave i duhovni vođa (1653. – 1729.).
Od 2002. do 2005. služio je kao magistar bogoslova u Zagrebu. Službu provincijalnog ministra Hrvatske kapucinske provincije sv. Leopolda Bogdana Mandića obnašao je od 2005. do 2011., a potom je premješten u Rijeku gdje je tri godine bio župnik župe Gospe Lurdske i odgajitelj postulanata (2011. – 2014.). Od kolovoza 2014. do imenovanja za krčkog biskupa u službi je gvardijana kapucinskog samostana u Osijeku i provincijalni definitor.
U subotu 24. siječnja 2015. u 12 sati, na blagdan sv. Franje Saleškoga, obznanjeno je da je papa Franjo, u skladu s kanonom 401 članak 1 Zakona kanonskog prava, prihvatio ostavku preuzvišenog mons. Valtera Župana na pastoralnom služenju Krčkoj biskupiji te je na njegovo mjesto imenovao dr. fra Ivicu Petanjka.
Petanjak je ustoličen za biskupa 22. ožujka 2015. u krčkoj katedrali. Glavni zareditelj je bio kardinal Josip Bozanić, koji mu je predao biskupsku mitru i presten, a suzareditelji mons. Alessandro D’Errico i mons. Valter Župan, njegov prethodnik. Na njegovom biskupskom zaređenju sudjelovalo je više tisuća vjernika hodočasnika iz Zagreba, Splita, Varaždina, Osijeka, Rijeke i Like, iz svih mjesta gdje je obnašao svoje pastoralne dužnosti.